# سان بول دي فينس
سان بول دي فينس (بالفرنسية: Saint-Paul-de-Vence)‏ هي بلدية فرنسية تقع في إقليم الألب البحرية من منطقة بروفنس ألب كوت دازور في جنوب شرق فرنسا. تبلغ مساحة هذه المدينة 7.26 (كم²)، وترتفع عن سطح البحر 180 م، يبلغ عدد سكانها 3477 نسمة حسب إحصاء المعهد الوطني للإحصاء والدراسات الاقتصادية سنة 2009 م. وترأس René Buron البلدية خلال فترة (2008-2014).

## أعلام
- دونالد بليزانس
- مارك شاغال
- جيمس بالدوين
- فينسينزو رينيلا
- باول فيرير

## وصلات خارجية
- صفحة البلدية على موقع المعهد الوطني للإحصاء والدراسات الاقتصادية